# Mount Allsup
Mount Allsup ist ein 2580 m hoher Berg im äußersten Westen der antarktischen Ross Dependency. Am Südende der Queen Elizabeth Range markiert er das südwestliche Ende der Canopy-Kliffs.
Das Advisory Committee on Antarctic Names benannte ihn nach Clifford C. Allsup, Flugzeugmaschinist bei der United States Navy, der am 18. Oktober 1956 am McMurdo-Sund beim Absturz einer Lockheed P2V/P-2 Neptune im Rahmen der zweiten Operation Deep Freeze (1956–1957) verletzt wurde.